# Anunciado Serafini
Anunciado Serafini (Tres Arroyos, 16 novembre 1898 – Vigo, 18 febbraio 1963) è stato un vescovo cattolico argentino.

## Biografia
Fu ordinato presbitero il 20 dicembre 1924 a Buenos Aires dal vescovo Santiago Luis Copello, vescovo ausiliare di La Plata.
Nel febbraio del 1925 divenne docente del seminario San José, che sorgeva presso il Santuario di Nostra Signora di Luján. Fu anche direttore della Congregazione Mariana e di San Giovanni Maria Vianney, il che impresse al suo ministero una forte impronta mariana.
L'11 maggio 1935 papa Pio XI lo nominò vescovo ausiliare di La Plata e vescovo titolare di Aricanda. Ricevette la consacrazione episcopale il 25 luglio seguente per l'imposizione delle mani dell'arcivescovo di La Plata Zenobio Lorenzo Guilland, coadiuvato dai vescovi Fortunado Devoto e Miguel de Andrea. Il 18 marzo 1939 papa Pio XII lo promosse vescovo di Mercedes. Sviluppò una missione pastorale molto intensa in una diocesi vastissima, nonostante la scarsità di sacerdoti. Il suo episcopato durò 24 anni e fu segnato dall'erezione del Seminario maggiore Pio XII a Mercedes il 21 marzo 1943, del Seminario minore a Nueve de Julio e del preseminario a Estación Guanaco (Pehuajó); inaugurò la Casa di villeggiatura per i seminaristi e i sacerdoti a San Carlos de Bariloche; aprì centri e circoli di Azione Cattolica in diverse località; stabilì l'Opera delle Vocazioni Sacerdotali e la Confraternita di Nostra Signora di Luján nelle parrocchie e nelle scuole; diffuse la rivista "Mensaje"; promosse la catechesi e l'insegnamento religioso; diede impulso ai corsi di formazione teologico-biblica; zelò la devozione alla Madonna di Luján, anche all'estero e curò la collocazione delle sue immagini nelle stazioni ferroviarie.
Negli ultimi anni del suo episcopato, grazie alla collaborazione del vescovo ausiliare Vicente Alfredo Aducci e di presbiteri come Eduardo Francisco Pironio e Antonio Quarracino, futuri cardinali, diede vita all'iniziativa delle giornate sacerdotali per dare impulso ed efficacia alla pastorale parrocchiale; curò gli esercizi spirituali per il clero e stabilì un piano annuale di predicazione per rafforzare la dottrina ed educare i fedeli.
Morì il 18 febbraio 1963 a Vigo, nel viaggio di ritorno dalla prima sessione del Concilio Vaticano II, all'età di 64 anni.
Rientra nella linea genealogica episcopale di papa Francesco, eletto al soglio pontificio il 13 marzo 2013.

## Genealogia episcopale e successione apostolica
La genealogia episcopale è:
- Cardinale Scipione Rebiba
- Cardinale Giulio Antonio Santori
- Cardinale Girolamo Bernerio, O.P.
- Arcivescovo Galeazzo Sanvitale
- Cardinale Ludovico Ludovisi
- Cardinale Luigi Caetani
- Cardinale Ulderico Carpegna
- Cardinale Paluzzo Paluzzi Altieri degli Albertoni
- Papa Benedetto XIII
- Papa Benedetto XIV
- Papa Clemente XIII
- Cardinale Bernardino Giraud
- Cardinale Alessandro Mattei
- Cardinale Pietro Francesco Galleffi
- Cardinale Giacomo Filippo Fransoni
- Cardinale Carlo Sacconi
- Cardinale Edward Henry Howard
- Cardinale Mariano Rampolla del Tindaro
- Cardinale Antonio Vico
- Arcivescovo Filippo Cortesi
- Arcivescovo Zenobio Lorenzo Guilland
- Vescovo Anunciado Serafini

La successione apostolica è:
- Vescovo Vicente Alfredo Aducci (1960)
- Cardinale Antonio Quarracino (1962)